# Дрейлини
Дрейлини (на латвийски: Dreiliņi) е един от 58-те квартала на Рига. Разположен е в предградието Видземе. Има население от 3799 души и обща площ възлизаща на 4,155km².
Дрейлини е един от най-новите квартали в Рига, разположен в най-източната му част. Преди създаването му на територията му са се намирали няколко старовремски къщи, но през 1980-те е решено те да бъдат разрушени, а на тяхно място да бъдат издигнати многоетажки жилищни постройки. Строежът на квартала започва в края на 80-те, а първите новодомци се нанасят през 2004. Голяма част от сградите остават празни години след като са завършени заради административни неуредици и бавно довършване на строителните дейности. Последният блок в Дрейлини е завършен през 2006, но градската администрация планува допълнителни разширения.